# Patinação sobre rodas nos Jogos Sul-Americanos de 2018
As competições de patinação sobre rodas nos Jogos Sul-Americanos de 2018 ocorreram entre 27 de maio e 6 de junho em um total de 12 eventos. As provas de velocidade aconteceram no Patinódromo Municipal G.A.M.C. e as provas artísticas no Velódromo Villa Suramericana, ambos localizados em Cochabamba, Bolívia.

## Calendário
| Maio / Junho            | 26 | 27 | 28 | 29 | 30 | 31 | 1 | 2 | 3 | 4 | 5 | 6 | 7 | 8 |
| ----------------------- | -- | -- | -- | -- | -- | -- | - | - | - | - | - | - | - | - |
| Patinação artística     |    |    |    |    |    |    |   |   |   |   |   | 2 |   |   |
| Patinação de velocidade |    | 4  | 4  | 2  |    |    |   |   |   |   |   |   |   |   |

|  | Dia de competição |  | Dia de final |

## Medalhistas

### Artística
| Evento             | Ouro                              | Prata                       | Bronze                    |
| ------------------ | --------------------------------- | --------------------------- | ------------------------- |
| Masculino detalhes | Gustavo Casado de Melo BRA Brasil | José Luis Díaz CHI Chile    | Víctor López PAR Paraguai |
| Feminino detalhes  | Bruna Wurts BRA Brasil            | Giselle Soler ARG Argentina | Samia Alava ECU Equador   |

### Velocidade
Masculino
| Evento                               | Ouro                             | Prata                          | Bronze                           |
| ------------------------------------ | -------------------------------- | ------------------------------ | -------------------------------- |
| 300 m contra o relógio detalhes      | Jhoan Guzmán Bitar VEN Venezuela | Pedro Causil COL Colômbia      | Emanuelle Silva CHI Chile        |
| 500 m detalhes                       | Jhoan Guzmán Bitar VEN Venezuela | Edwin Estrada COL Colômbia     | Emanuelle Silva CHI Chile        |
| 1000 m detalhes                      | Pedro Causil COL Colômbia        | Juan Cruz Araldi ARG Argentina | Andrés Muñoz Franco COL Colômbia |
| 10000 m pontos detalhes              | Alex Cujavante COL Colômbia      | Ken Kuwada ARG Argentina       | Manuel Saavedra COL Colômbia     |
| 10000 m eliminação + pontos detalhes | Alex Cujavante COL Colômbia      | Santiago Roumec ARG Argentina  | Ken Kuwada ARG Argentina         |

Feminino
| Evento                               | Ouro                             | Prata                        | Bronze                         |
| ------------------------------------ | -------------------------------- | ---------------------------- | ------------------------------ |
| 300 m contra o relógio detalhes      | Andrea Cañón COL Colômbia        | Yesenia Escobar COL Colômbia | Javiera Vargas CHI Chile       |
| 500 m detalhes                       | Kerstinck Sarmiento COL Colômbia | Geiny Pájaro COL Colômbia    | Javiera Vargas CHI Chile       |
| 1000 m detalhes                      | Rocío Berbel Alt ARG Argentina   | Yesenia Escobar COL Colômbia | Gabriela Vargas ECU Equador    |
| 10000 m pontos detalhes              | Fabriana Arias COL Colômbia      | Johana Viveros COL Colômbia  | Rocío Berbel Alt ARG Argentina |
| 10000 m eliminação + pontos detalhes | Fabriana Arias COL Colômbia      | Johana Viveros COL Colômbia  | Javiera San Martín CHI Chile   |

## Quadro de medalhas
| Ordem | País          | Medalha de ouro | Medalha de prata | Medalha de bronze | Total | Ordem por total |
| ----- | ------------- | --------------- | ---------------- | ----------------- | ----- | --------------- |
| 1     | COL Colômbia  | 7               | 7                | 2                 | 16    | 1               |
| 2     | BRA Brasil    | 2               |                  |                   | 2     | 4               |
|       | VEN Venezuela | 2               |                  |                   | 2     | 4               |
| 4     | ARG Argentina | 1               | 4                | 2                 | 7     | 2               |
| 5     | CHI Chile     |                 | 1                | 5                 | 6     | 3               |
| 6     | ECU Equador   |                 |                  | 2                 | 2     | 4               |
| 7     | PAR Paraguai  |                 |                  | 1                 | 1     | 7               |
| TOTAL | TOTAL         | 12              | 12               | 12                | 36    | —               |